# Назаров, Артём Владимирович
Артём Владимирович Назаров (род. 5 ноября 1976, Химки, РСФСР, СССР) — российский актёр и театральный режиссёр.

## Биография
Родился 5 ноября 1976 года в городе Химки Московской области. В 1993 году окончил школу № 20 (Москва). С 1994 по 1999 год учился в МГУ им. М. В. Ломоносова на социологическом факультете. С 1999 по 2000 учился в Щукинском училище (курс Р. Овчинникова). C 2000 по 2003 году учился в Школе-студии МХАТ (Р. Козака и Д. Брусникина).
С 2003 года работает актёром и режиссёром у своего отца в Государственном музыкальном театре национального искусства п/р Владимира Назарова.
С 2010 года — главный режиссёр в Государственном музыкальном театре национального искусства п/р Владимира Назарова.
С 2014 года — директор, главный режиссёр в Музыкальном театре национального искусства Владимира Назарова, доцент кафедры актерского мастерства, художественный руководитель курса в Институте театральных искусств.
25 января 2021 года Институт театрального искусства им. Кобзона уволил старшего преподавателя Назарова Артёма Владимировича с формулировкой «за аморальный поступок». За два дня до этого Назаров участвовал в акции в поддержку Алексея Навального и был задержан силовиками.
Является последовательным критиком и противником установившегося в России режима Владимира Путина.
В феврале 2022 года, после начала агрессии России против Украины, выступил с однозначным осуждением войны.

## Признание и награды
- Лауреат XVII Национальной Российской премии «Овация».
- Приз зрительских симпатий 15 международного фестиваля «Славянские театральные всетречи», спектакль Ала-ад Дин

## Творчество

### Роли в театре
- 2004 — «Поминальная молитва или Скрипач на крыше» Григория Горина. Режиссёры: Владимир Назаров и Николай Попков — Мотл
- 2006 — «Лесная песня» мюзикл по мотивам драмы Леси Украинки. Режиссёр: Владимир Назаров — Перелесник
- 2007 — «Родник в пустыне» Андрея Хохлова. Режиссёр: Владимир Назаров — Антуан
- 2008 — «Тень» Е. Шварца. Режиссёр: Артём Назаров — Капрал, Пьетро, Цезарь Борджиа
- 2008 — «Ночь перед Рождеством» Н. В. Гоголя. Режиссёр: Элеонора Шумилова — Голова, Потёмкин
- 2008 — «Двенадцать месяцев» С. Я. Маршака. Режиссёр: Элеонора Шумилова — Декабрь, Январь
- 2009 — «Продаётся детектор лжи» по мотивам пьес Василия Сигарева. Режиссёр: Владимир Назаров — Дима
- 2010 — «Мать Иисуса» по пьесе А. Володина. Режиссёр: Артем Назаров — Ученик
- 2011 — «И смех, и грех» по мотивам рассказов А. П. Чехова. Режиссёр: Сергей Кожаев — Жилин
- 2013 — «Загадка Турандот» по мотивам пьесы Карло Гоцци «Принцесса Турандот». Режиссёр: Николай Попков (Глинский) — Труффальдино
- 2014 — «Письмо Богу» по рассказу А. Крыма. Режиссёр: Валентин Тепляков — Лемарис
- 2016 — «Ромео и Джульетта» по трагедии У. Шекспира. Режиссёр: Валентин Тепляков — Меркуцио
- 2018 — «Слуга двух господ» по комедии К. Гольдони. Режиссер: Валентин Тепляков — Панталоне
- 2020 — «Мамаша Кураж и её дети» по пьесе Б. Брехта. Режиссер: Валентин Тепляков — Полковой священник

### Роли в кино
- 2000 — Каменская 2 — Виталик Лучников
- 2002 — Марш Турецкого 3 — Валентин
- 2005 — Продаётся детектор лжи — Дима
- 2009 — Лабиринт — Саша
- 2009 — Роковое сходство — Володя Петров, сокурсник и возлюбленный Люды
- 2010 — Химик — Костя Пирогов, друг и сообщник Дмитрия

### Режиссёрские работы
- 2005 — «Ала ад-Дин»
- 2008 — «Тень» по пьесе Е. Шварца
- 2010 — «Мать Иисуса» по пьесе Александра Володина
- 2012 — «Золушка» по пьесе Е. Шварца
- 2017 — «За закрытыми дверями» по пьесе Ж. Сартра
- 2018 — «Птички» по пьесе Ж. Ануя
- 2020 — «Имя» по пьесе Александра де ла Пательера и Матьё Делапорта. Спектакль исполнялся онлайн в Зум-конференции, записи доступны онлайн на странице Мастерской Артёма Назарова в Facebook
- 2020 — «Девичник» по мотивам пьесы Лоры Каннингем и на основе автовербатимов участников спектакля
- 2022 — «Айболит и Бармалей», детский мюзикл Владимира Назарова на стихи Корнея Чуковского